# Sato Koji
Koji Sato (sinh ngày 24 tháng 8 năm 1977) là một cầu thủ bóng đá người Nhật Bản.

## Sự nghiệp câu lạc bộ
Koji Sato đã từng chơi cho Avispa Fukuoka.